# (1277) Dolores
(1277) Dolores est un astéroïde de la ceinture principale, entre Mars et Jupiter. Il a été nommé en honneur à Dolores Ibárruri.

## Découverte
Il a été découvert par G. Neujmin le 18 avril 1933 à Simeis, sa désignation provisoire est 1933 HA.

## Caractéristiques
Il mesure 27 km de diamètre, est de magnitude 11,05 et tourne sur lui-même en 17 heures. C'est un astéroïde de type C.